# Ла-Глория
Ла-Глория (исп. La Gloria) — город и муниципалитет на северо-востоке Колумбии, на территории департамента Сесар.

## История
Поселение из которого позднее вырос город было основано 8 декабря 1800 года и первоначально называлось Белен. Муниципалитет Ла-Глория был образован в 1888 году.

## Географическое положение

Муниципалитет Ла-Глория

Город расположен в западной части департамента, на правом берегу реки Магдалена, на расстоянии приблизительно 210 километров к юго-юго-западу (SSW) от Вальедупара, административного центра департамента. Абсолютная высота — 21 метр над уровнем моря.

Муниципалитет Ла-Глория граничит на севере с муниципалитетами Пелая и Тамаламеке, на юге — с муниципалитетами Гамарра и Агуачика, на западе — с территорией департамента Боливар, на востоке — с территорией департамента Северный Сантандер. Площадь муниципалитета составляет 736 км².

## Население
По данным Национального административного департамента статистики Колумбии, совокупная численность населения города и муниципалитета в 2012 году составляла 13 448 человек.
Динамика численности населения муниципалитета по годам:
| 2005   | 2006   | 2007   | 2008   | 2009   | 2010   | 2011   | 2012   |
| ------ | ------ | ------ | ------ | ------ | ------ | ------ | ------ |
| 14 586 | 14 380 | 14 237 | 14 075 | 13 921 | 13 760 | 13 612 | 13 448 |

Согласно данным переписи 2005 года мужчины составляли 52 % от населения Ла-Глории, женщины — соответственно 48 %. В расовом отношении белые и метисы составляли 99,2 % от населения города; негры, мулаты и райсальцы — 0,7 %; индейцы — 0,1 %.
Уровень грамотности среди всего населения составлял 76,4 %.

## Экономика
Основу экономики Ла-Глории составляют сельскохозяйственное производство и рыболовство.

60,6 % от общего числа городских и муниципальных предприятий составляют предприятия торговой сферы, 34,2 % — предприятия сферы обслуживания, 3,7 % — промышленные предприятия, 1,5 % — предприятия иных отраслей экономики.